# 维多利亚时代绘画

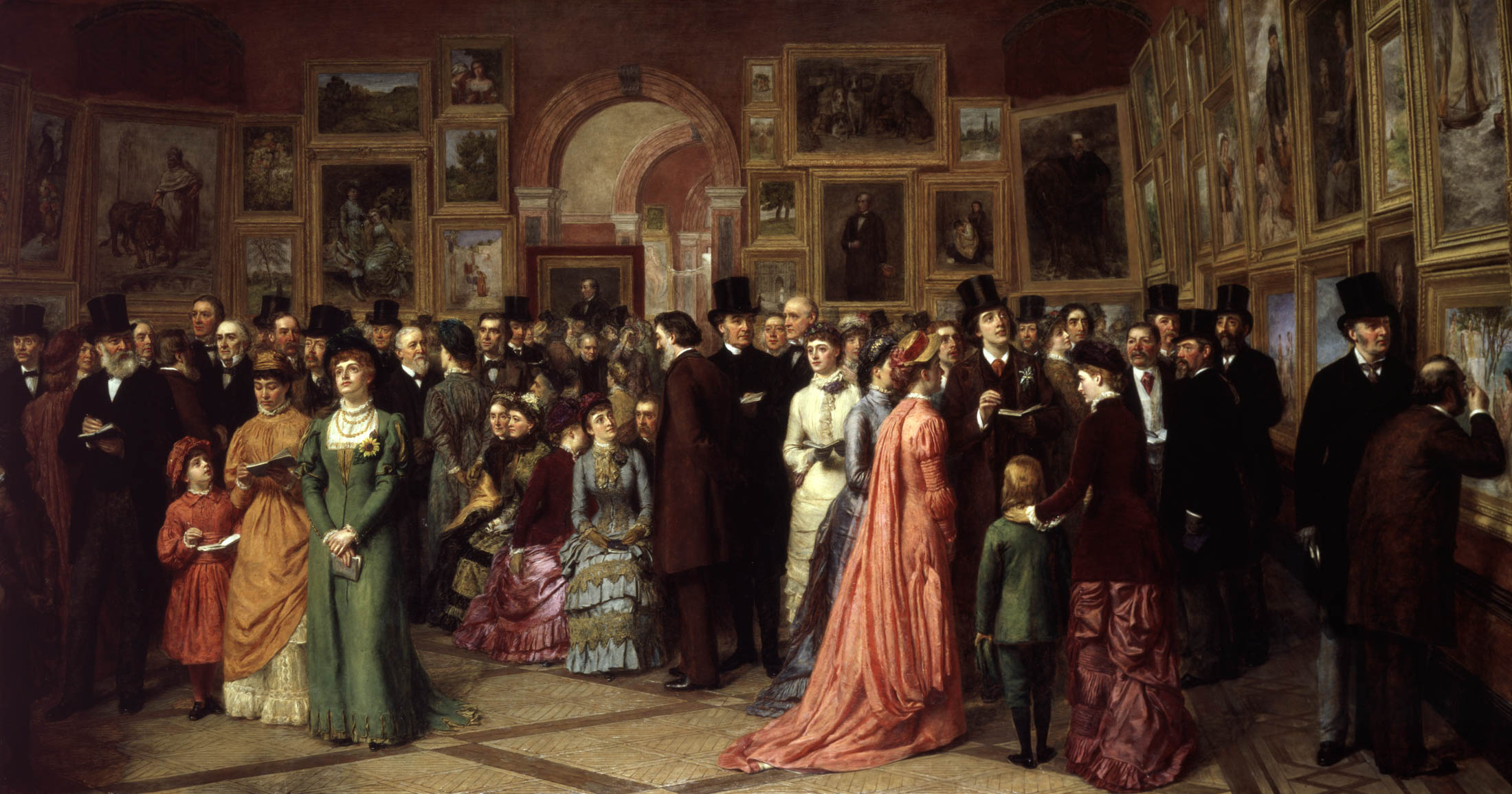
威廉·鲍威尔·弗里思创作的《1881年皇家艺术学院私人景观》

维多利亚时代绘画（英語：Victorian painting）是指英国在维多利亚女王（1837年—1901年）统治期间具有独特风格的绘画。维多利亚时代早期以快速的工业发展以及社会和政治的变革为特征，这使得英国成为当时世界上最强大和最先进的国家之一。她统治初期的绘画主要由皇家艺术学院和其首任主席约书亚·雷诺兹的理论所主导。雷诺兹及其学院深受意大利文艺复兴画家拉斐尔的影响，认为艺术家的职责是使作品中的主题显得尽可能高贵和理想化。这种方法在前工业时代取得了成功，当时艺术委托的主要对象是贵族的肖像以及军事和历史场景。到维多利亚登基时，这种方法已经被认为是陈旧过时的。随着富有的中产阶级的崛起，艺术市场发生了变化，成长于工业时代的一代人相信准确性和细节的重要性，并认为艺术的角色是反映现实，而不是理想化它。
1840年代末—1850年代初，一群年轻的艺术学生成立了前拉斐尔派兄弟会，以反对皇家艺术学院的教学。他们的作品基于尽可能准确地从自然中作画，并在绘制虚构场景时，尽可能地呈现出场景的真实面貌，而不是歪曲画面，使其看起来高贵。他们还认为，艺术家的职责是传达道德教训，因此选择的主题通常是当时观众可以理解为道德故事的题材。他们特别迷恋于那些看似推翻了圣经年代学的最新科学进展，因为这些进展与科学家对细节的关注以及挑战现有信仰的态度相呼应。虽然拉斐尔前派兄弟会的存在时间相对较短，但他们的思想具有很大的影响力。
1870年的普法战争导致许多有影响力的法国印象主义艺术家移居伦敦，带来了新的绘画风格。与此同时，严重的经济萧条和日益普及的机械化使得英国城市成为越来越不宜居住的地方，艺术家们逐渐反对对现实的反映。一个被称为唯美主义运动的新一代画家和作家认为，由受教育水平低的中产阶级主导的艺术市场以及拉斐尔前派对丑陋现实的反映，正在导致绘画质量的下降。唯美主义运动专注于创作描绘美和高尚行为的作品，以此作为对现实不愉快的一种逃避。随着英国生活质量的持续恶化，许多艺术家转向描绘前工业时代的场景，而许多唯美主义运动中的艺术家，无论其宗教信仰如何，都会创作宗教艺术，因为这为他们提供了一个理由来绘制理想化的场景和肖像，忽略现实中的丑陋和不确定性。
维多利亚时代于1901年结束，当时许多最著名的维多利亚时代艺术家已经去世。20世纪初，维多利亚时代的态度和艺术变得极为不受欢迎。主导英国艺术的现代主义运动源自欧洲传统，与19世纪的英国作品几乎没有联系。由于维多利亚时代的画家通常对这些欧洲传统抱有极大的敌意，他们在20世纪上半叶被现代主义画家和评论家嘲笑或忽视。在1960年代，一些拉斐尔前派的作品在1960年代反文化的某些群体中重新流行起来，他们将这些作品视为1960年代潮流的先驱。1960年代和1970年代的一系列展览进一步恢复了这些作品的声誉，而1984年在泰特美术馆举办的拉斐尔前派作品展成为该馆历史上最为成功的商业展览之一。尽管拉斐尔前派艺术重新受到欢迎，但非拉斐尔前派的维多利亚时代绘画仍然普遍不受欢迎，而美国缺乏任何重要的收藏，也限制了它的广泛认知。